# Сенуфо
Сенуфо (сене, сієна) — народ групи гур у Західній Африці.

## Територія проживанняі чисельність, мова і релігія

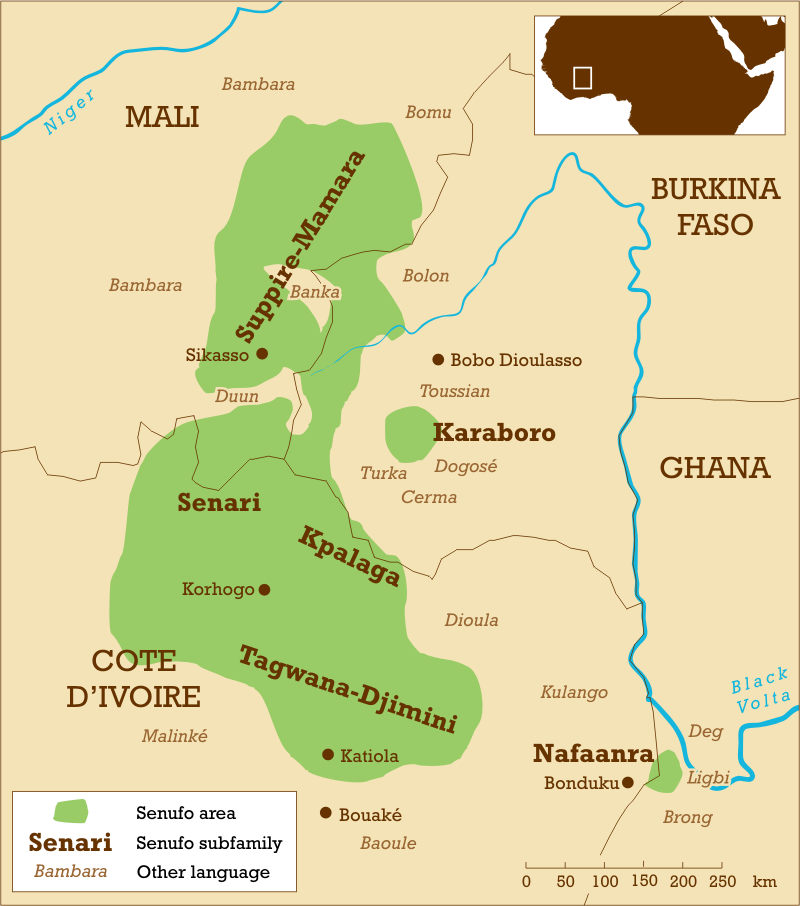
Територія розселення сенуфо

Люди сенуфо проживають на півночі Кот-д'Івуару — між річками Комое і Темба (907 тисяч осіб), на південно-сході Малі (950 тисяч осіб) і в прикордонних районах Буркіна-Фасо (195 тисяч осіб).
Субетнічною групою сенуфо є міньянка. 
Розмовляють мовою сенуфо групи гур нігеро-кордофанської сім'ї. 
Більшість сенуфо зберігає традиційні вірування, частина сенуфо — мусульмани-суніти.

## Традиційне господарство і суспільство
У сенуфо високо розвинене інтенсивне ручне землеробство (просо, сорго, кукурудза, рис, бавовна, квасоля, арахіс, земляний горох, ямс, батат, маніок, овочі, пляшковий гарбуз), використовуються добрива, застосовується сівозміна. Товарне значення,зокрема, мають рис і бавовна. 
Також сенуфо тримають невелику кількість великої та дрібної рогатої худоби. 
У традиційному господарстві зберігає значення збирання плодів, насіння, бульб. 
У сенуфо розвинуті ремесла. 
Існують традиційні класи ковалів (фоно), бляхарів (лоро), чинбарів (дієлі); дружини лоро займаються гончарством. Широко поширеним є ткацтво з вовни та бавовни.
У соціальній структурі сенуфо зберігаються великородинні громади, вікові класи, таємні спілки.

## Культура: матеріальна і духовна
Поселення сенуфо — компактні. Глинобитне або саманне традиційне сенуфське житло — кругле у плані, з високим конічним дахом з пальмового листя. 
Чоловічий одяг — накидка, широка сорочка, жіночий — яскрава незшита спідниця. 
Основна їжа сенуфо — каші з проса, маніока, овочеві юшки з олією та спеціями. 
Сенуфо славляться своїми ритуальними дерев'яними масками і фігурами. 
Традиційні вірування сенуфо — культи духів, що являють складний пантеон на чолі з творцем світу Туоло і його дружиною Туолео.